# Сова-голконіг тогіанська
Сова́-голконі́г тогіанська (Ninox burhani) — вид совоподібних птахів родини совових (Strigidae). Ендемік Індонезії. Вид був відкритий 25 грудня 1999 року, а науково описааний у 2004 році.

## Опис
Довжина голотипу становить 25 см, вага 98—100 г. Верхня частина тіла темно-коричнева. поцяткована невеликими білуватими або світло-коричневими плямами і смугами. Нижня частина тіла білувата, поцяткована коричневими плямами і смугами. Над очима світло-оливково-коричневі «брови». Очі жовті або оранжево-жовті, дзьоб зеленувато-сірий, лапи тонкі, неоперені, кігті темно-рогові.

## Поширення і екологія
Тогіанські сови-голконоги є ендеміками островів Тогіан у затоці Томіні, поблизу Сулавесі. Вони живуть у вологих тропічних лісах, у рідколіссях і вторинних заростях, у садах і сагових болотах. Зустрічаються на висоті до 400 м над рівнем моря.

## Збереження
МСОП класифікує стан збереження цього виду як близький до загрозливого. За оцінками дослідників, популяція тогіанських сов-голконогів становить від 1500 до 7000 дорослих птахів. Їм загрожує знищення природного середовища.